# Cerapachys sauteri
Cerapachys sauteri é uma espécie de formiga do gênero Cerapachys.